# Stefan Savić
Stefan Savić (Mojkovac, 8 de janeiro de 1991) é um futebolista montenegrino que atua como zagueiro. Atualmente, joga pelo Trabzonspor e defende a Seleção Montenegrina de Futebol.

## Trajetória

### Sérvia
Savić começou sua carreira profissional com BSK Borča na temporada 2008-09. Em 29 de agosto de 2010, foi contratado pelo FK Partizan por quatro temporadas.

### Manchester City
Em 6 de julho de 2011, Savić assinou um contrato de quatro anos com o Manchester City em um negócio de £ 6 milhões. Ele fez sua estreia contra o Swansea City no dia 15 de agosto de 2011. No dia 1º de outubro de 2011, ele saiu do banco e marcou o seu primeiro gol pelo clube na vitória por 4-0 contra o Blackburn Rovers.

### Fiorentina
Em 31 de agosto de 2012, Savić assinou com Fiorentina. em uma transação que envolveu o jogador Matija Nastasić que foi para Manchester City. Em 2 de dezembro de 2012, ele marcou seu primeiro e segundo gol na Itália, em um empate 2-2 em casa contra a Sampdoria.

## Títulos
Partizan
- Superliga Sérvia: 2010–11
- Copa da Sérvia: 2010–11

Manchester City
- Premier League: 2011–12
- Supercopa da Inglaterra: 2012

Atlético de Madrid
- Liga Europa da UEFA: 2017–18
- Supercopa da UEFA: 2018
- La Liga: 2020–21